# Episodi di The Closer (seconda stagione)
La seconda stagione della serie televisiva The Closer, composta da 15 episodi, è andata in onda negli Stati Uniti dal 12 giugno 2006 al 4 dicembre 2006 sul canale TNT.
In Italia è stato trasmesso dal 22 marzo 2007 all'11 maggio 2007 sul canale Italia 1.
| nº | Titolo originale         | Titolo italiano           | Prima TV USA     | Prima TV Italia |
| -- | ------------------------ | ------------------------- | ---------------- | --------------- |
| 1  | Blue Blood               | Sangue blu                | 12 giugno 2006   | 22 marzo 2007   |
| 2  | Mom Duty                 | Dovere di madre           | 19 giugno 2006   | 22 marzo 2007   |
| 3  | Slippin'                 | Passo falso               | 26 giugno 2006   | 29 marzo 2007   |
| 4  | Aftertaste               | Dulcis in fundo           | 3 luglio 2006    | 29 marzo 2007   |
| 5  | To Protect & To Serve    | Proteggere e servire      | 10 luglio 2006   | 5 aprile 2007   |
| 6  | Out of Focus             | Fuori fuoco               | 17 luglio 2006   | 5 aprile 2007   |
| 7  | Head Over Heels          | Omicidio a luci rosse     | 24 luglio 2006   | 12 aprile 2007  |
| 8  | Critical Missing         | Sparizione ingiustificata | 31 luglio 2006   | 12 aprile 2007  |
| 9  | Heroic Measures          | Chi ha sbagliato?         | 7 agosto 2006    | 19 aprile 2007  |
| 10 | The Other Woman          | L'altra donna             | 14 agosto 2006   | 19 aprile 2007  |
| 11 | Borderline               | Linea di confine          | 21 agosto 2006   | 26 aprile 2007  |
| 12 | No Good Deed             | Atto di coraggio          | 28 agosto 2006   | 26 aprile 2007  |
| 13 | Overkill                 | Sopra le righe            | 4 settembre 2006 | 3 maggio 2007   |
| 14 | Serving the King: Part 1 | Servire il Re: Parte 1    | 4 dicembre 2006  | 3 maggio 2007   |
| 15 | Serving the King: Part 2 | Servire il Re: Parte 2    | 4 dicembre 2006  | 11 maggio 2007  |